# Karl Merck
Karl Emanuel Merck (* 31. Januar 1886 in Darmstadt; † 31. Dezember 1968 ebenda) war ein deutscher Industrieller. In der Zeit des Nationalsozialismus gehörte er zum Kreis der Wehrwirtschaftsführer.

## Leben
Karl Emanuel Merck wurde am 31. Januar 1886 in Darmstadt als Sohn des späteren Geheimen Kommerzienrates Louis Merck geboren und entstammt der bekannten Darmstädter Industriellenfamilie, in deren Besitz die Chemischen Werke E. Merck AG Darmstadt sind. Der Urenkel Heinrich Emanuel Mercks (1794–1855) besuchte das Ludwig-Georgs-Gymnasium seiner Heimatstadt. Danach absolvierte er eine zweijährige kaufmännische Ausbildung in Hamburg und New York City. Anschließend studierte er seit 1906 an der Technischen Universität Dresden und an der Universität Straßburg. Danach absolvierte er seinen Wehrdienst und wurde am 27. Januar 1911 zum Leutnant der Kavallerie befördert. Anschließend trat er der Reserve bei. 1912 wurde er zum Dr. rer. nat. promoviert und trat am 1. Oktober 1912 in die Firma E. Merck ein. Ab 1913 war er Teilhaber des Familienunternehmens. 
Auf einer 1914 begonnenen Weltreise wurde er in Hongkong vom Ausbruch des Ersten Weltkriegs überrascht und nach Tsingtau einberufen. Dort nahm er als Leutnant der Reserve im III. Seebataillon an der Verteidigung von Tsingtau teil. Nach Eroberung der Stadt im November 1914 wurde Merck von japanischen Truppen gefangen genommen und nach Japan gebracht. Aus der Kriegsgefangenschaft in Kurume (Kyūshū) wurde er erst im Dezember 1919 freigelassen. Er kehrte nach Deutschland zurück und wurde zunächst wissenschaftlicher Leiter in der Firma Merck. Ab 1932 hatte Merck den Vorsitz der Geschäftsleitung der Firma Merck inne. Zum 1. Mai 1933 trat er der NSDAP bei (Mitgliedsnummer 2.019.764).
Merck war Präsident der Hessischen Industrie- und Handelskammer und führendes Mitglied einer Reihe von Fachverbänden. Er gehörte dem Reichsgesundheitsrat an und war seit 1934 Mitglied des Sachverständigenbeirats für Volksgesundheit der Reichsleitung der NSDAP.
Zum 50. Geburtstag von Adolf Hitler am 20. April 1939 sandte Karl Merck ihm ein Bildtelegramm mit dem Text "Zum 50. Geburtstag senden dem Führer des deutschen Volkes die herzlichsten Glückwünsche zugleich mit dem Gelöbnis unverwandelbarer Treue. Betriebsführer und Gefolgschaft der Firma E. Merck, Darmstadt." 
Karl Merck war in den 1930er Jahren lange Zeit stellvertretender Vorsitzender der Vereinigung von Freunden der Technischen Universität zu Darmstadt. Insbesondere dafür wurde er 1936 mit dem Titel eines Ehrensenators der Technischen Universität Darmstadt geehrt. In den 1950er Jahren war er deren Schatzmeister und langjähriger Schriftführer und von 1958 bis 1965 erster Vorsitzender. Danach war er deren Ehrenpräsident. 
Nach der Gründung der E. Merck Aktiengesellschaft 1953 war er bis 1959 deren Vorstandsvorsitzender und in den Jahren 1961 bis 1964 Aufsichtsratsvorsitzender.
Karl Merck starb im Dezember 1968 im Alter von 82 Jahren. Er wurde auf dem Alten Friedhof in Darmstadt begraben. Wenige Monate zuvor war seine Ehefrau Gertrud Merck geb. Pattenhausen verstorben (1891–1966). Aus der Ehe sind die Töchter Elisabeth verh. Kraft und Ursula verh. Reifferscheid, sowie die Söhne Carl-Christoph (1923–1945) und Nikolaus hervorgegangen.

## Ehrungen
- 1936: Ehrensenator der TH Darmstadt
- 1951: Dr. rer. nat. h. c. der TH Darmstadt
- 1952: Großes Verdienstkreuz der Bundesrepublik Deutschland
- 1954: Goethe-Plakette